# Бутово (Ленинский район)
Бу́тово — посёлок городского типа (до 2019 года — деревня, ранее сельцо) в Ленинском городском округе Московской области России.

## География
Находится у старого Варшавского шоссе на его пересечении с Расторгуевским шоссе примерно в 6 км к западу от центра города Видного. Ближайший сельский населённый пункт — посёлок Леспаркхоз. С запада на восток пгт Бутово пересекает Расторгуевское шоссе, пгт примыкает к Варшавскому шоссе, расположенному к западу. На западе граничит с Москвой. В километре к западу, за Варшавским шоссе, расположена станция Бутово.
Большую часть пгт занимает многоэтажный жилой комплекс Бутово Парк. Несколько сохранившихся домов частной застройки находятся на юго-западе современного пгт у Варшавского шоссе.

## История
Сельцо Бутово известно с XVII века. Представляло собой деревню с тремя дворами, которыми владел дьяк Пётр Самойлов. Позже деревней владел московский дворянин Юрий Фёдорович Митусов.
В середине XVIII века Бутовом владел подпоручик лейб-гвардии Семёновского полка Иван Александрович Протопопов. После его смерти сельцо перешло к его вдове, Прасковье Денисовне. «Экономические примечания» 1770-х годов дают развернутую картину её имения:
Сельцо Бутово… расположено на суходоле. Господский дом деревянный, при нём пруд рытой, в котором рыба: плотва, окуни, караси. Земля сырая, на ней лучше родится рожь, овёс, а пшеница и сенные покосы посредственно. Лес берёзовый и осиновый, к строению годный, в 6 и 7 саженей высотой. В нём звери: волки, лисицы и зайцы; птицы: тетерева, куропатки, скворцы и дрозды… Крестьяне состоят на изделье [на оброке]. Землю пашут на помещицу по 8 десятин в поле, а промышляют хлебопашеством, к чему они радетельны. Землю, как помещичью, так и свою всю запахивают. Женщины сверх полевой работы прядут лён, шерсть, ткут полотна и крестьянские сукна для своего употребления.
В 1790 году владельцем Бутова стал архитектор Борис Иванович Поляков. По ревизии 1795 года в сельце Бутове за ним числилось 18 крепостных крестьян. Позднее сельцо переходило к родственникам Полякова. В середине XIX века в Бутове имелось 6 дворов, в которых жили 28 мужчин и 38 женщин.
В 1845—1846 годах было проложено Варшавское (Симферопольское) шоссе, после чего по его сторонам возникли новые поселения, постоялые дворы, трактиры, лавки, кузницы, обслуживающие проезжающих. Позднее была проложена Московско-Курская железная дорога, открытая в 1866 году. По просьбам местных землевладельцев с лета 1868 года дачные поезда начали делать кратковременную остановку на 28-й версте от Москвы. В 1869 году на этом месте была устроена полустанция Бутово, вокруг которой сформировалась дачная местность Бутово, включавшая примерно из 30 дач, образовавших небольшие посёлки: Елизаветинский, Михайловский, Дубки. Одновременно происходил рост населения в населённых пунктах по берегам Битцы.

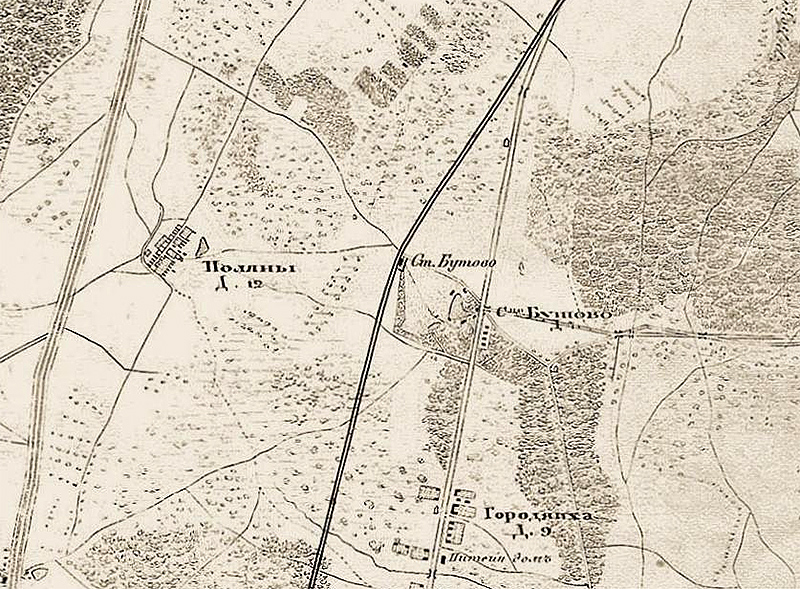
Бутово и деревня Поляны на карте 1878 года

В XIX веке Бутово входило в состав Сухановской волости Подольского уезда. В 1899 году здесь проживало 38 человек.
Имением Бутово владел предприниматель Николай Александрович Варенцов, способствовавший утверждению на российском рынке среднеазиатского хлопка.

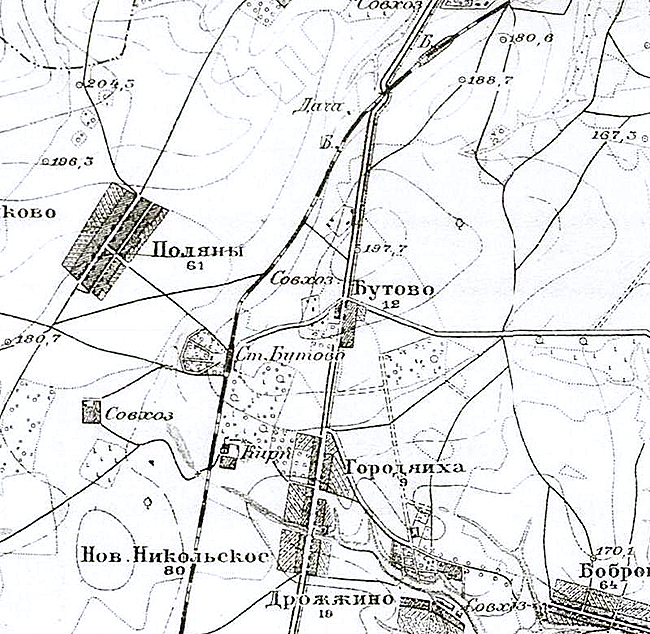
Бутово и деревня Поляны на карте 1930 года

Перепись 1926 года зафиксировала в деревне Бутово 15 дворов, где проживали 46 мужчин и 44 женщины. 12 июля 1929 года Бутово в ходе административной реформы вошло в состав в новообразованного Ленинского района Московского округа Московской области. На рубеже 1920—1930-х годов один из путеводителей отмечал: «Влево от станции обсаженная дорога по краю густого тёмного леса через километр приводит в деревню Бутово. Её дома вытянулись в одну линию по Серпуховскому шоссе».
Посёлок Бутово западнее деревни Бутово, возникший при станции, в 1938 году получил статус дачного посёлка, в 1966 году — рабочего посёлка. В 1984—1985 годах он вошёл в состав Москвы, тогда как деревня Бутово осталась в составе Ленинского района Московской области.
28 марта 2008 года постановлением Правительства Московской области в границы деревни Бутово был включён земельный участок площадью 66 300 м² в районе поворота Варшавского шоссе на город Видное (южная сторона) в сельском поселении Булатниковское.
До 2006 года Бутово входило в Булатниковский сельский округ Ленинского района, а с 2006 до 2019 года в рамках организации местного самоуправления входило в Булатниковское сельское поселение Ленинского муниципального района.
На территории, отнесённой к деревне, был построен ЖК Бутово Парк, состоящий из многоквартирных домов (сдан в 2016—2019 годах).
Постановлением губернатора области от 27 июня 2019 года деревня была наделена статусом посёлка городского типа районного подчинения (рабочего посёлка).

## Население
| 2002 | 2006 | 2010 | 2021    | 2023    | 2024    |
| ---- | ---- | ---- | ------- | ------- | ------- |
| 52   | ↗62  | ↗81  | ↗12 267 | ↗12 814 | ↗13 110 |

Согласно Всероссийской переписи, в 2002 году в деревне проживало 52 человека (18 мужчин и 34 женщины). По данным на 2005 год в деревне проживало 62 человека. Согласно Всероссийской переписи, в 2010 году в деревне проживал 81 человек. В настоящее время население значительно возросло в связи со строительством многоквартирных домов ЖК Бутово Парк.

## Инфраструктура
- Примыкает к Варшавскому шоссе. Улица — Расторгуевское шоссе.
- Несколько школ, в том числе Бутовская средняя общеобразовательная школа № 1.
- Несколько детских садов.
- Два торговых комплекса.

## Транспорт
- В 1 км от ЖК Бутово Парк расположена станция «D2» Бутово
- В 3,5 км (кратчайший маршрут) от пгт Бутово располагаются станции Московского метрополитена:Бульвар Дмитрия Донского и Улица Старокачаловская.
- В 2,8 км от посёлка расположена станция Московского метрополитена Улица Скобелевская.
- На территории пгт имеются одна автобусная остановка московских маршрутов и несколько автобусных остановок областных маршрутов.